# Álvaro de Brée
Álvaro de Brée OSE • ComIH (6 de Agosto de 1903 — 1962) foi um escultor português. Pertence à segunda geração de artistas modernistas portugueses.

## Biografia / Obra
Estudou no Liceu Pedro Nunes. Frequentou a Escola Superior de Belas-Artes de Lisboa durante menos de um ano e fixou-se em Paris entre 1927 e 1937, trabalhando com Bourdelle e Despiau. Expôs no Salon d'Automne e no Salon Tuileries, 1930. Expôs em diversas ocasiões na Sociedade Nacional de Belas Artes, nomeadamente em 1937, quando apresentou um busto do seu pai com características inovadoras que chamou a atenção da crítica; dois anos mais tarde realizou a estátua de Gonçalves Cabrilho, para S. Diego da Califórnia, inovadora também, com a ideia do padrão a que o navegador se apoia (uma réplica desta obra foi integrada na representação portuguesa da Feira Mundial de Nova Iorque de 1939-40). Participou na Exposição do Mundo Português, 1940.
Para além da estátua de Gonçalves Cabrilho, tem uma considerável obra de estatuária que inclui monumentos a Diogo Gomes, c.1947; João de Santarém, 1949; Diogo Cão, 1949; Rainha Santa, 1950 (Coimbra); Rainha Santa, c. 1950 (Odivelas); D. Duarte, 1954 (Viseu); Condessa Mumadona, 1955 (Guimarães); Rainha Dona Leonor, 1958 (Beja); etc..
Entre as suas participações em mostras coletivas podem destacar-se: Exposições de Arte Moderna do S.P.N./S.N.I., 1940, 1941, 1942, 1945, 1947, 1949; I Bienal de S. Paulo, Brasil, 1951; I Exposição de Artes Plásticas da Fundação Calouste Gulbenkian, 1957;  Exposição Internacional de Bruxelas, 1958; etc. Venceu os seguintes prémios: Prémio Mestre Manuel Pereira, 1940 (S.P.N.); 1º Prémio no Concurso da Medalha Comemorativa da Tomada de Lisboa, Câmara Municipal de Lisboa, 1947; Medalha de Ouro pela sua Menina dos olhos tristes, Exposição Internacional de Bruxelas, 1958. Foi agraciado com o grau de Oficial da Ordem Militar de Sant'Iago da Espada, a 7 de Junho de 1958.
Está representado em diversas coleções públicas e privadas, entre as quais: Centro de Arte Moderna José de Azeredo Perdigão, Fundação Calouste Gulbenkian, Lisboa; Museu do Chiado, Lisboa; Museu Nacional de Soares dos Reis, Porto.
A 19 de Outubro de 1981, foi feito Comendador da Ordem do Infante D. Henrique a título póstumo.

## Algumas obras

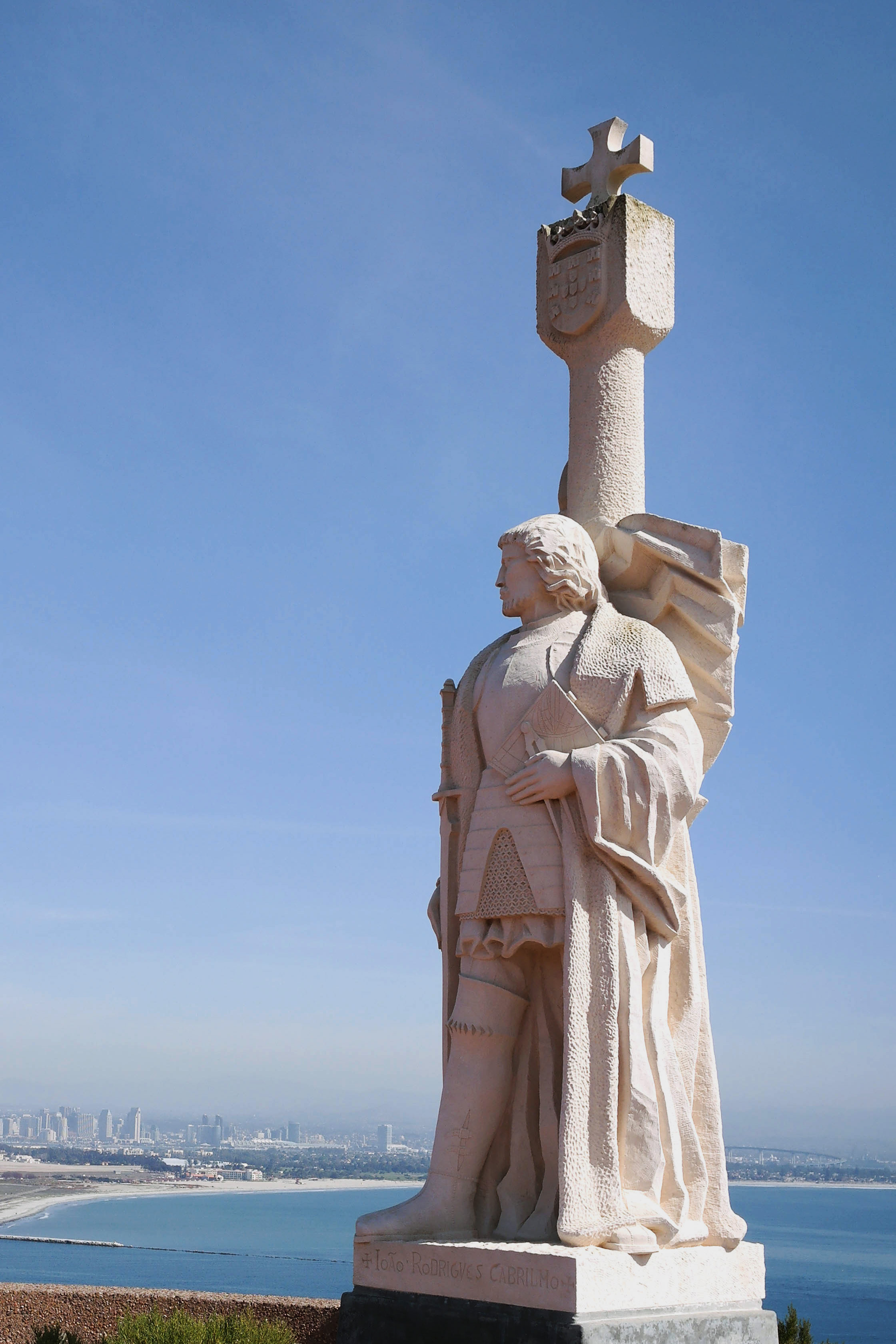
Estátua de Gonçalves Cabrilho, 1939
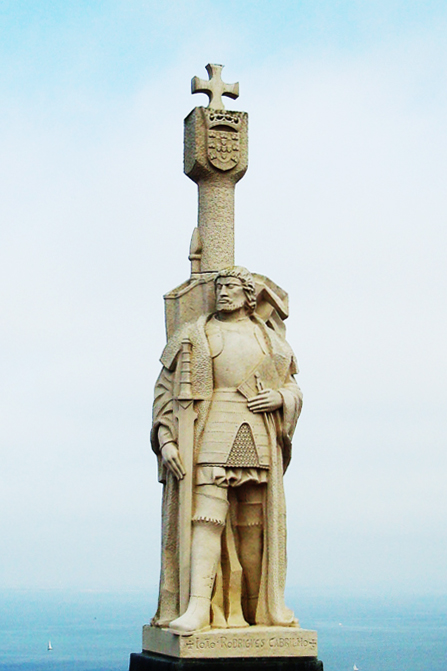
Estátua de Gonçalves Cabrilho, 1939
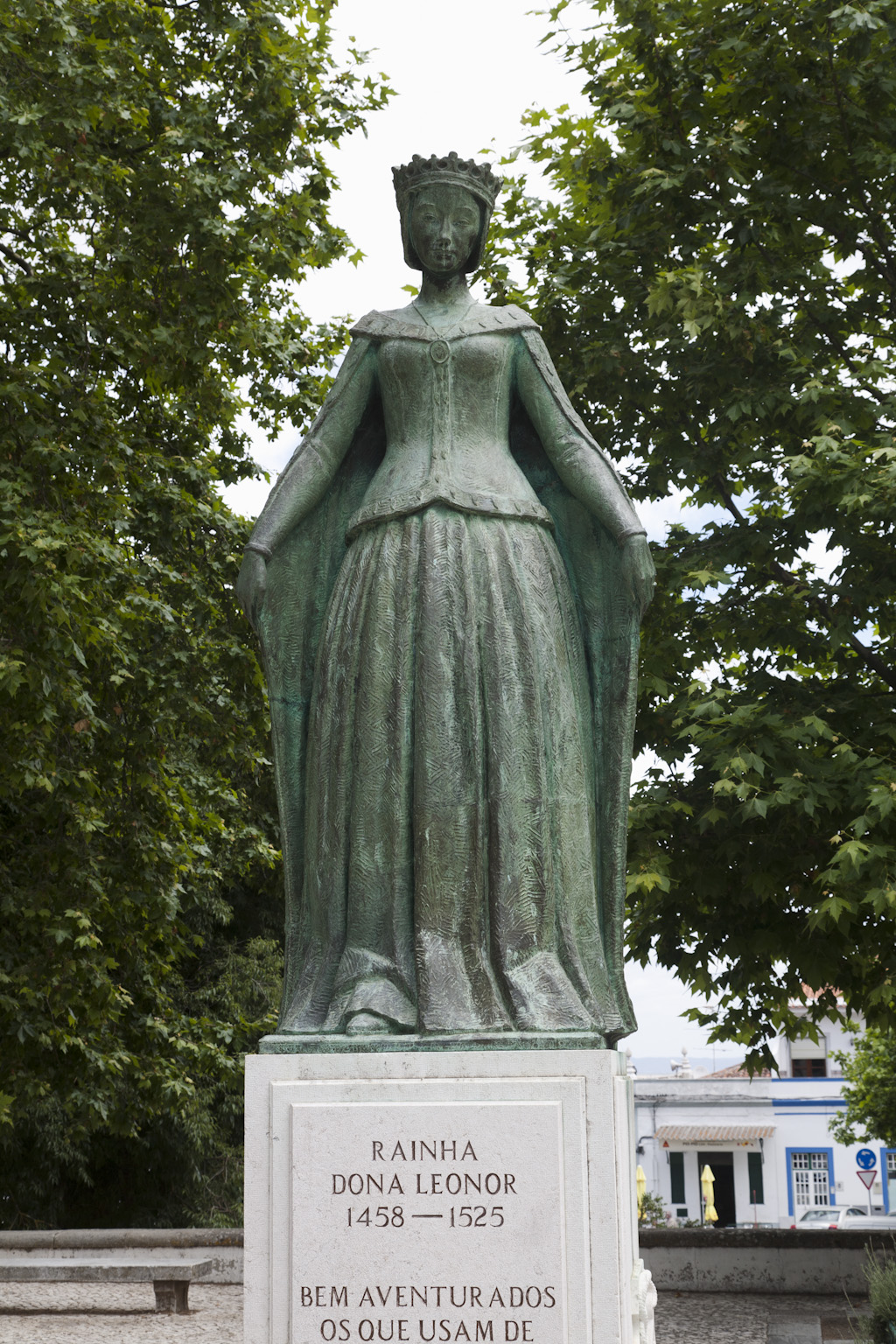
Monumento à Rainha Dona Leonor, 1958, Beja
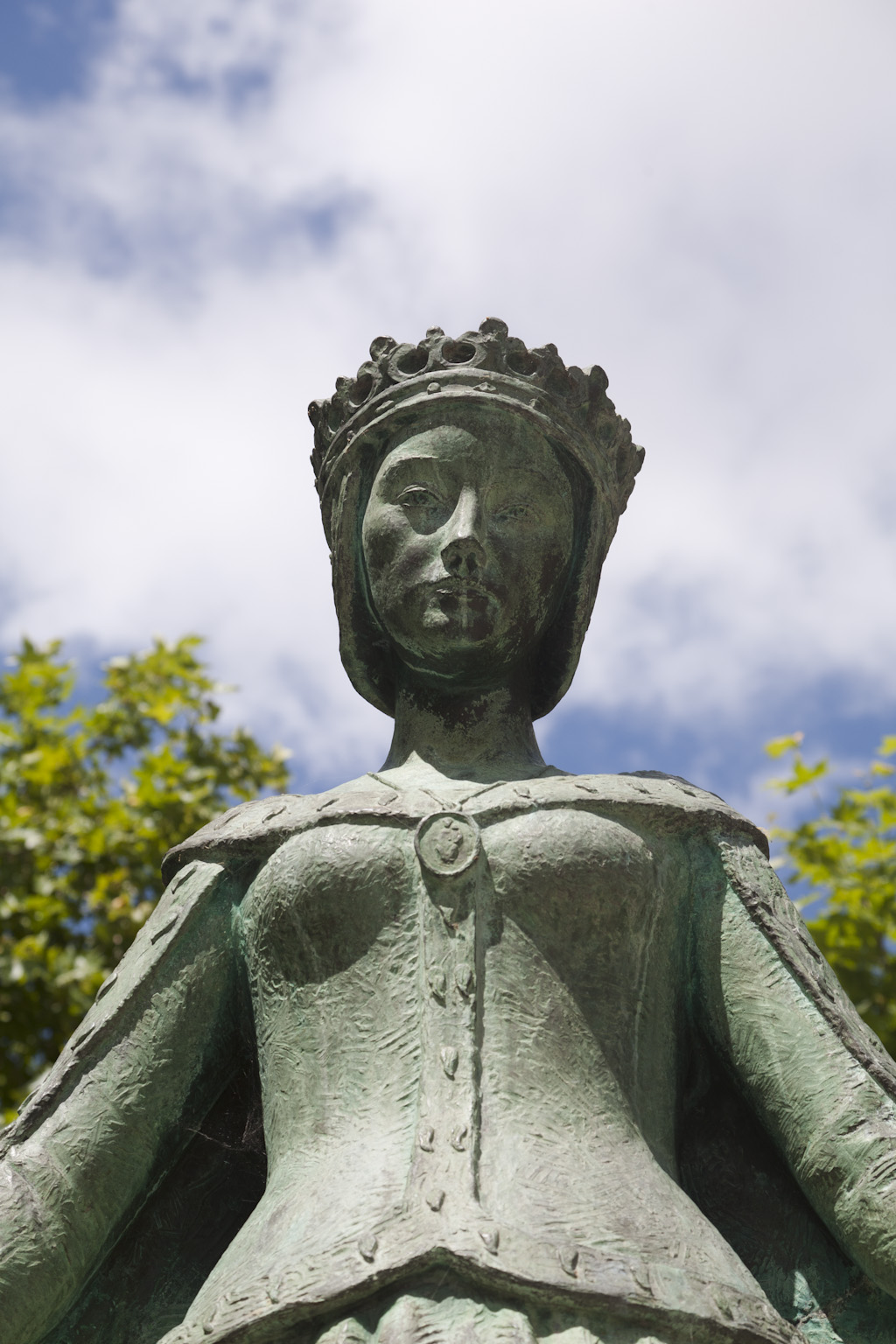
Monumento à Rainha Dona Leonor, 1958, Beja
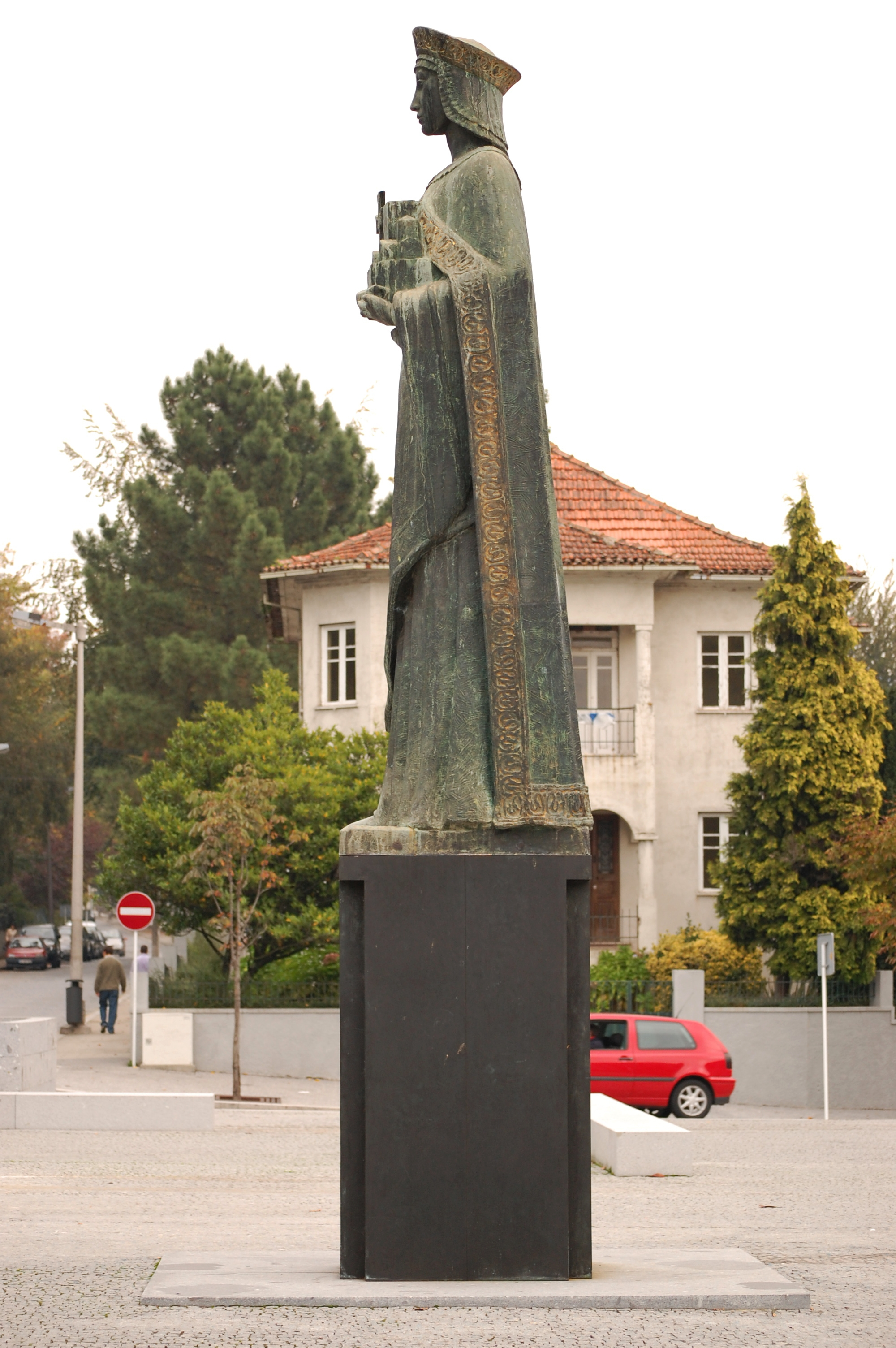
Condessa Mumadona, 1955, Largo da Mumadona, Guimarães
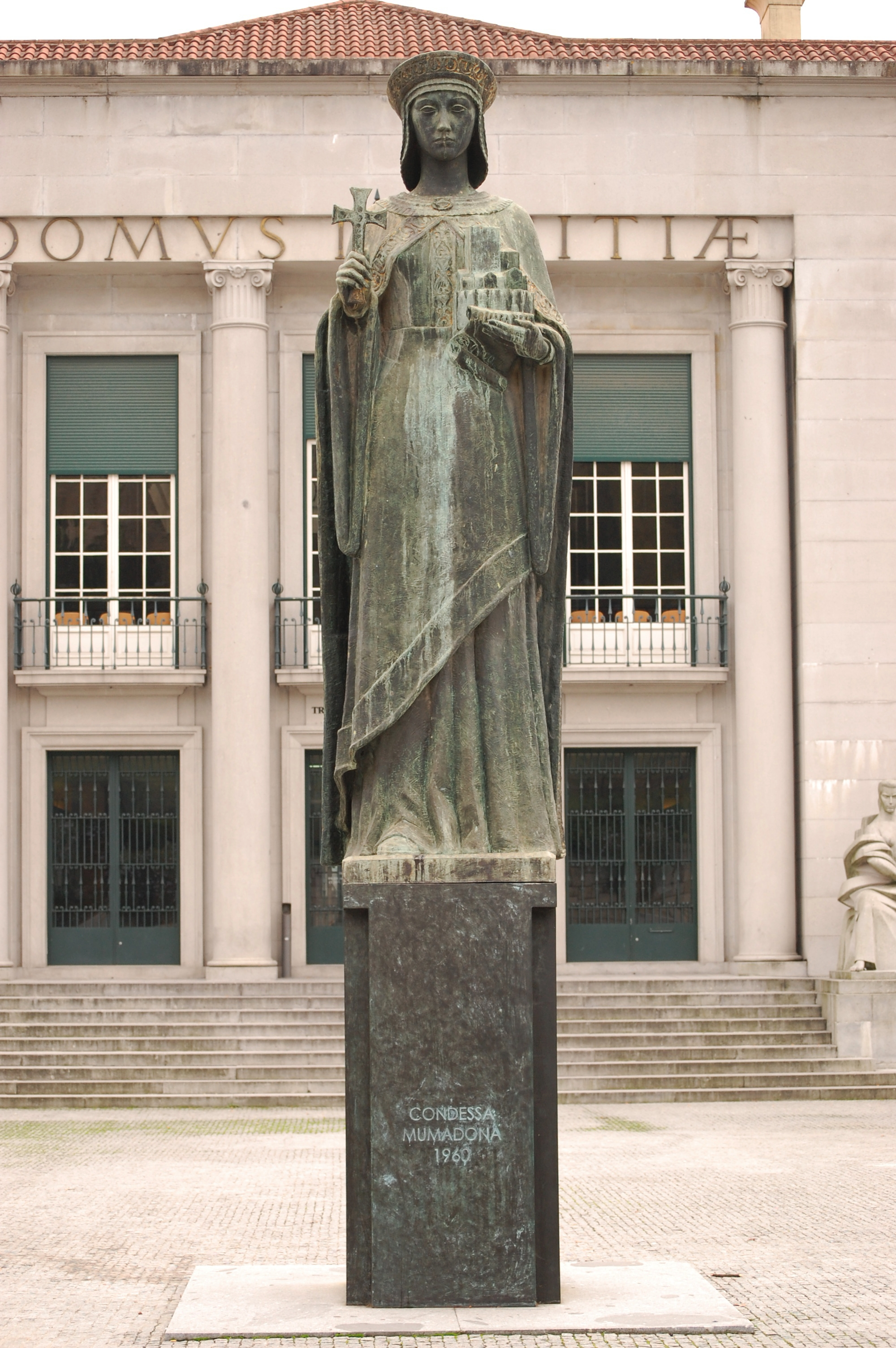
Condessa Mumadona, 1955, Largo da Mumadona, Guimarães
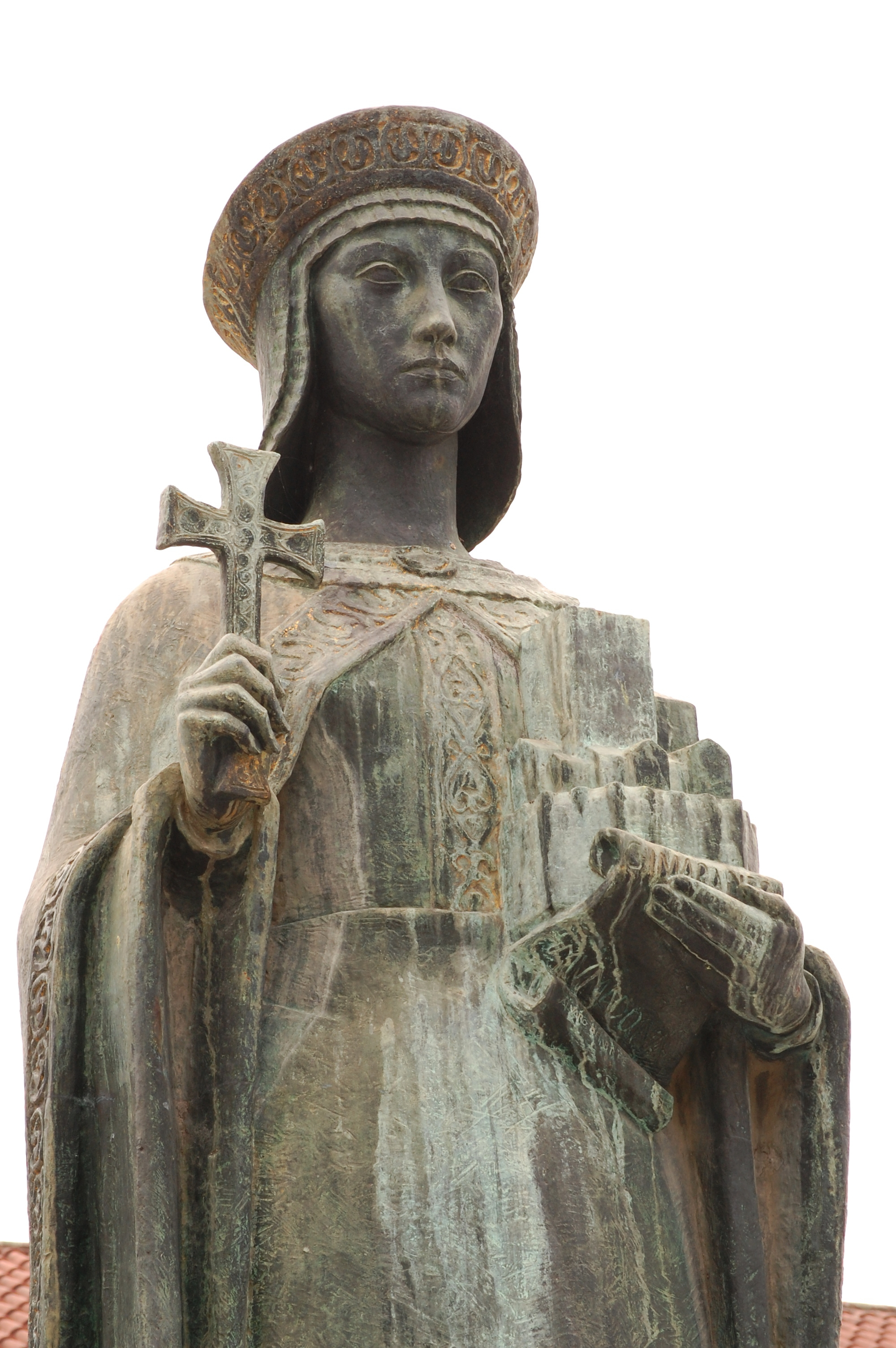
Condessa Mumadona, 1955, Largo da Mumadona, Guimarães
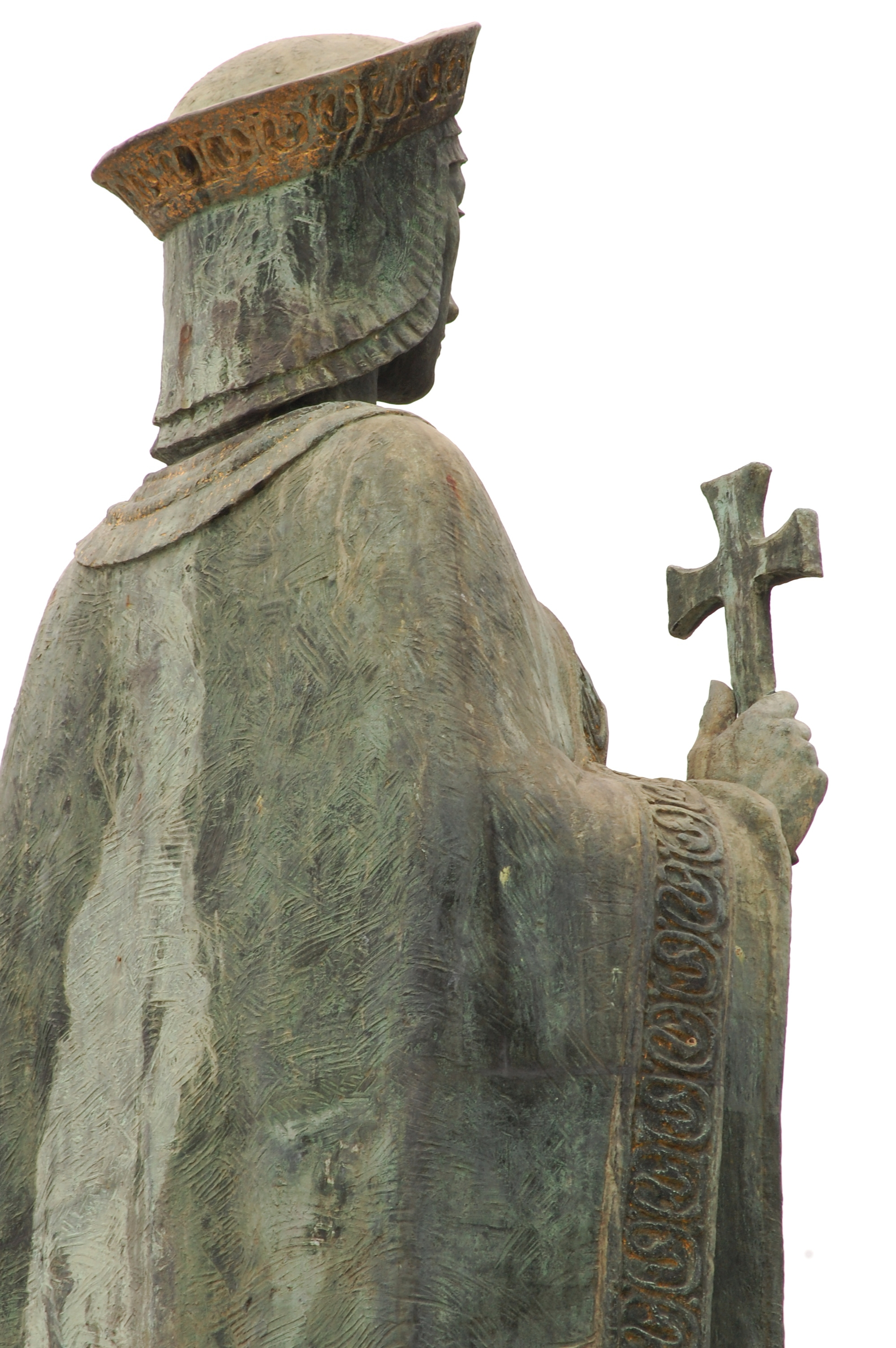
Condessa Mumadona, 1955, Largo da Mumadona, Guimarães
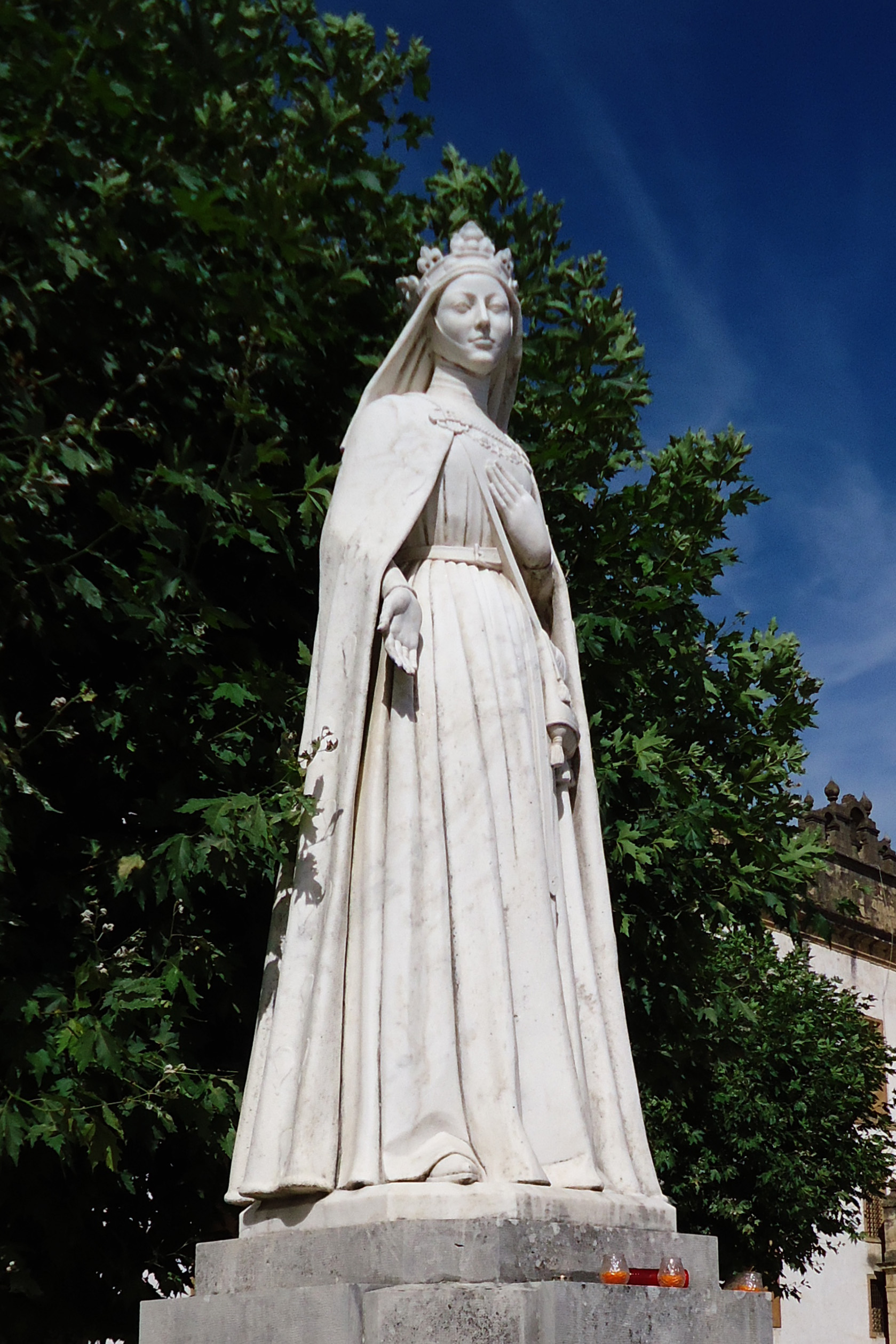
Estátua da Rainha Santa, 1950, Coimbra
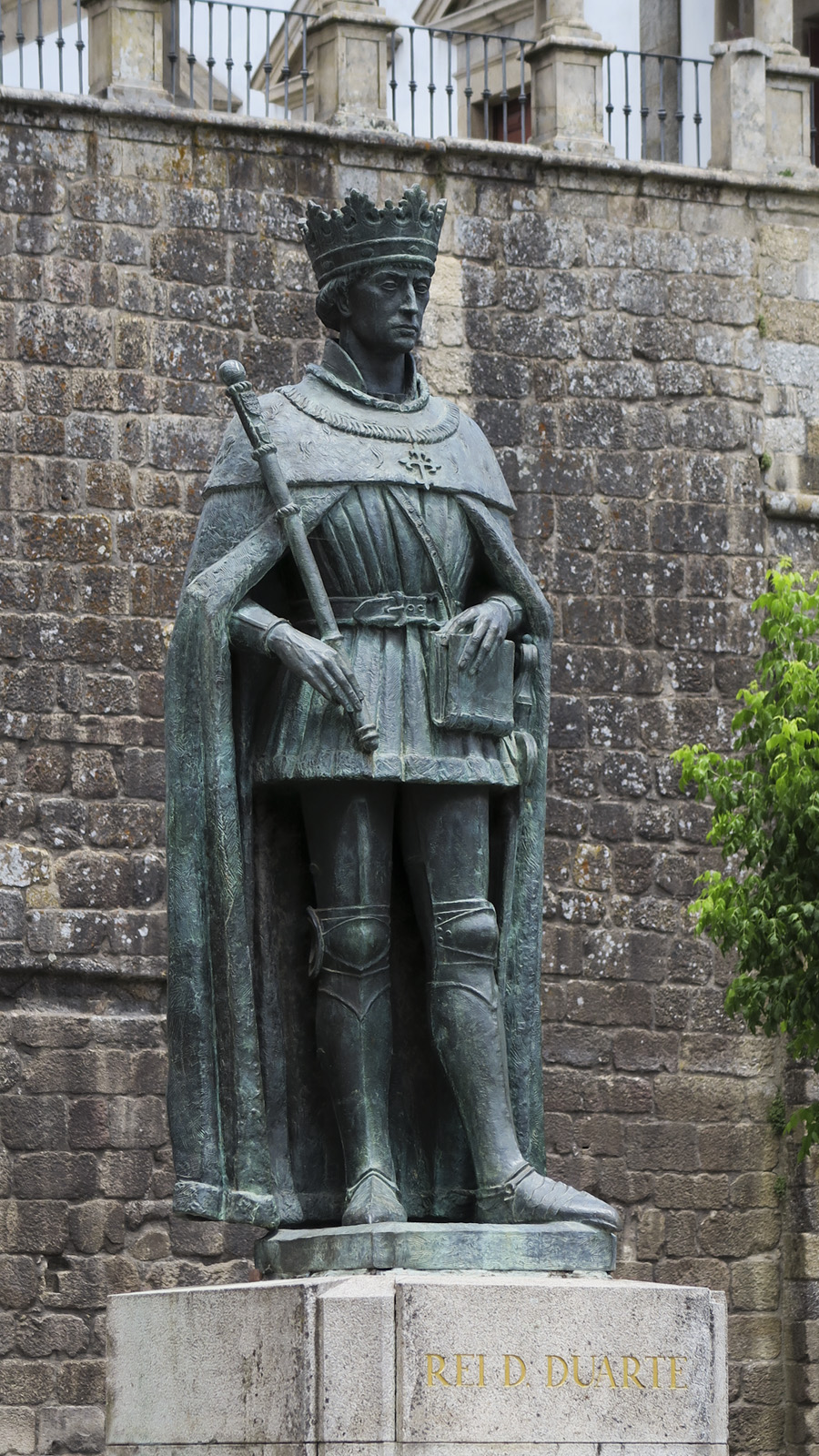
Estátua do Rei D. Duarte, 1954 , Viseu